# Groß Rosenburg

Lage im Stadtgebiet von Barby

Groß Rosenburg ist ein Ortsteil der Stadt Barby im Salzlandkreis in Sachsen-Anhalt.

## Geographie
Groß Rosenburg liegt an einer Flussschlinge der Saale, unmittelbar vor deren Mündung in die Elbe. Der im Biosphärenreservat Mittelelbe gelegene Groß Rosenburg ist ca. 7 km von Barby, 10 km von Calbe (Saale) und ca. 13 km von Aken (Elbe) entfernt.
Das Dorf liegt auf der späteiszeitlichen Niederterrasse, etwas erhöht gegenüber der Saaleaue und damit besser als die Aue vor Hochwasser geschützt. Sein Grundriss ist der eines erweiterten Straßen-Angerdorfes. Groß Rosenburg besitzt eine Reihe stattlicher Gehöfte, die auf den reichen Ertrag in der Magdeburger Börde hinweisen.
Zur ehemaligen Gemeinde Groß Rosenburg gehörte der Ortsteil Klein Rosenburg.

## Geschichte
Der vermutlich ursprünglich slawisch besiedelte Ort tauchte im Jahr 839 als „Rosburg“ in einem Schriftstück auf. Zur Burg (heute Ruine), die bereits im 5. Jahrhundert bezeugt ist, gehörte ein großer Wirtschaftshof. Dieser „königliche Hof“ kam 965 als Schenkung Ottos I. an das Magdeburger Mauritiuskloster (Vorgängerbau des Magdeburger Domes). Rosburg wurde bereits 993 als Civitas bezeichnet.
Als Lehen gehörte der Ort mit dem Amt Rosenburg von 1136 bis 1270 den Grafen von Querfurt und um 1300 als Afterlehen den Grafen von Barby aus dem Hause der Grafen von Arnstein und wurde somit Teil der Grafschaft Barby.
Unter Graf Wolfgang I. von Barby wurde im Jahr 1540 die Reformation eingeführt.
Nach dem Aussterben der Grafen von Barby im Jahr 1659 kam es zur Teilung der Grafschaft Barby. Der Ort fiel als Teil des Amts Rosenburg als früheres Lehen des Erzstifts Magdeburg an das Herzogtum Magdeburg (Holzkreis), welches nach dem Tod des Administrators August von Sachsen-Weißenfels 1680 an den Kurfürsten von Brandenburg fiel. Seit 1815 gehörte der Ort zum Landkreis Calbe a./S. in der preußischen Provinz Sachsen. Nach 1945 gehörte Groß Rosenburg zum Land Sachsen-Anhalt. Nach Auflösung der Länder in der DDR gehörte er ab 1952 zum Bezirk Magdeburg und seit 1990 wieder zum Land Sachsen-Anhalt.
Östlich von Groß Rosenburg liegt das Naturschutzgebiet Steckby-Lödderitzer Forst, eines der Kerngebiete des Biosphärenreservates, das bereits 1979 von der UNESCO als solches ausgewiesen wurde. In diesem Gebiet wird die Natur sich selbst überlassen; der ständige Wechsel von Hoch- und Niedrigwasser hat dort eine in Mitteleuropa einmalige Auwald-Landschaft mit Refugien für bedrohte Pflanzen- und Tierarten geschaffen.
Groß Rosenburg wird von Landwirtschaft, sanftem Tourismus sowie kleinen und mittleren Gewerbebetrieben geprägt.
Am 1. Januar 2010 schlossen sich die bis dahin selbstständigen Gemeinden Groß Rosenburg, Breitenhagen, Glinde, Lödderitz, Pömmelte, Sachsendorf, Tornitz, Wespen und Zuchau sowie die Stadt Barby (Elbe) zur neuen Stadt Barby zusammen. Gleichzeitig wurde die Verwaltungsgemeinschaft Elbe-Saale, zu der Groß Rosenburg gehörte, aufgelöst.

## Politik
- SPD: 1
- CDU: 1
- RCV: 1
- Wg E-S-W: 1
- fraktionslos: 3

### Ortschaftsrat
Vorsitzender des Ortschaftsrats Groß Rosenburg ist Michael Pietschker (RCV) und Stellvertreter ist Ulf Rödiger (fraktionslos).

## Religion

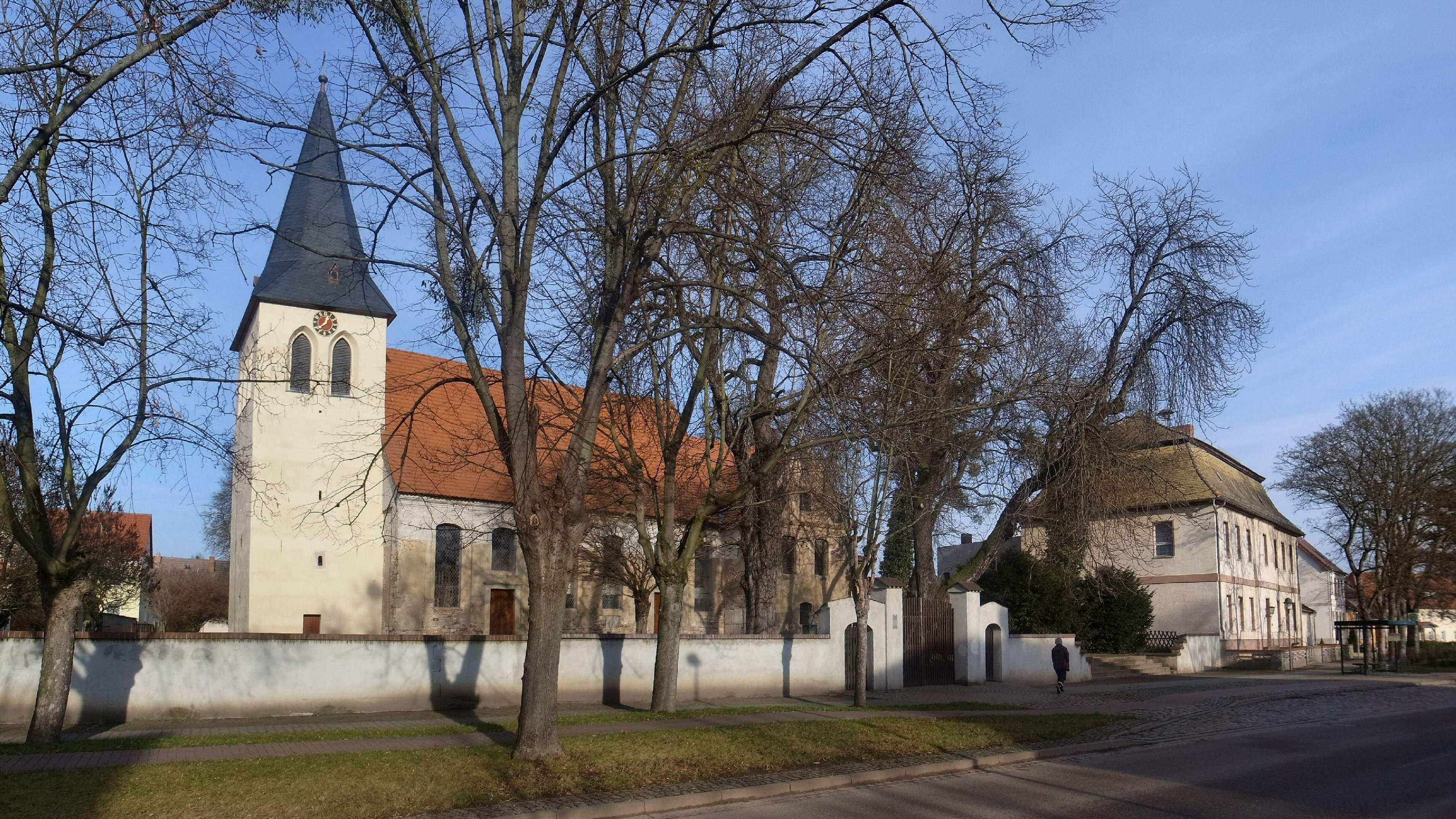
Evangelische Dorfkirche

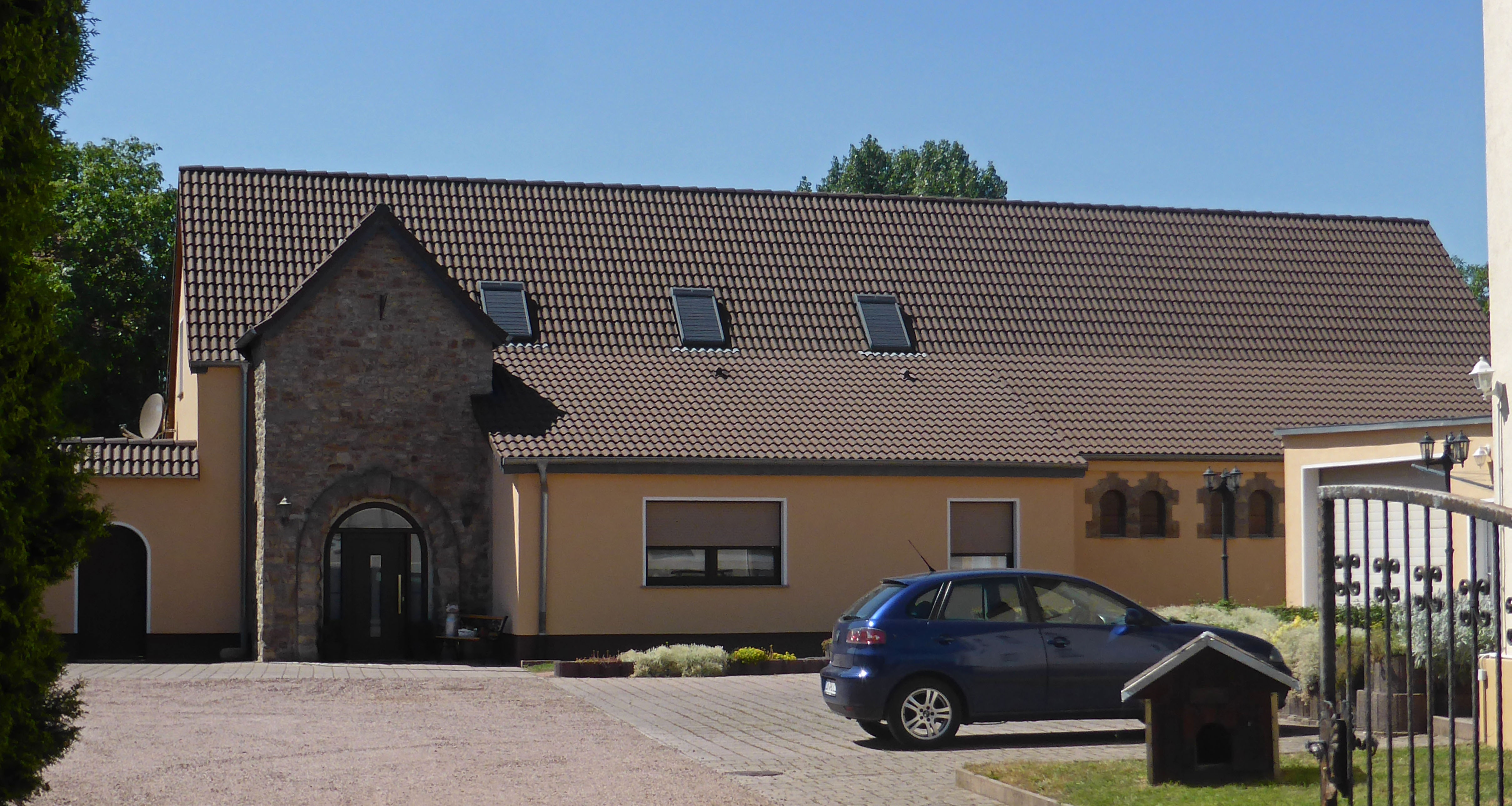
Ehemalige St.-Marien-Kirche (2021)

Die Evangelische Kirche in Mitteldeutschland ist in Groß Rosenburg mit einer Kirche vertreten. Der Pfarrbereich Rosenburg, der zum Kirchenkreis Egeln gehört, umfasst neben der Rosenburger Kirchengemeinde auch die St.-Christophorus-Kirche in Breitenhagen, die Trinitatiskapelle in Sachsendorf und die St.-Laurentius-Kirche in Zuchau.
Nachdem infolge der Flucht und Vertreibung Deutscher aus Mittel- und Osteuropa 1945–1950 auch im seit der Reformation evangelisch-lutherisch geprägten Gebiet um Groß Rosenburg wieder Katholiken in größerer Zahl zugezogen waren, wurde 1947 oder 1950 die katholische Kuratie Groß Rosenburg gegründet. 1952 begann auf einem Hausgrundstück an der Hauptstraße / Ecke Molkereigasse der Um- und Anbau einer Scheune zur St.-Marien-Kirche. Architekt der Kirche war Hermann Lippsmeier aus Magdeburg, der zuvor bereits St. Andreas in Magdeburg entworfen hatte. Am 19. April 1953 erfolgte durch Weihbischof Friedrich Maria Rintelen aus dem Erzbistum Paderborn, zu dem Groß Rosenburg damals gehörte, die Kirchweihe. Am 1. Juli 1953 wurde das Dekanat Bernburg errichtet, zu der auch die Kuratie Groß Rosenburg als Filiale der Pfarrei St. Norbert (Calbe) gehörte. Später war die Kuratie Groß Rosenburg zeitweise der Pfarrvikarie St. Nikolaus in Nienburg zugeordnet. Mit Wirkung vom 30. April 2006 wurde die Kuratie Groß Rosenburg als eigenständige Seelsorgestelle aufgelöst, die Katholiken in Groß Rosenburg wurden fortan von der Kirchengemeinde St. Norbert in Calbe betreut. Die St.-Marien-Kirche wurde inzwischen profaniert und an privat verkauft. Die nächstliegende katholische Kirche ist heute St. Norbert in Calbe in rund zehn Kilometer Entfernung.

## Wappen
Das Wappen wurde am 5. Oktober 1937 durch den Oberpräsidenten der Provinz Sachsen verliehen.
Blasonierung: „In Silber ein grüner Rosenstrauch mit fünf roten natürlichen Rosen wachsend über einer roten Zinnenmauer im Schildfuße.“
Das redende Bild des Rosenstrauches stand in den bisherigen Gemeindesiegeln.
Das Wappen wurde von dem Magdeburger Staatsarchivrat Otto Korn gestaltet.

## Kultur und Sehenswürdigkeiten
- Kirche Groß Rosenburg
- Kriegerdenkmal Groß Rosenburg
- Siehe auch: Liste der Kulturdenkmale in Barby Ortschaft Groß Rosenburg

## Verkehrsanbindung

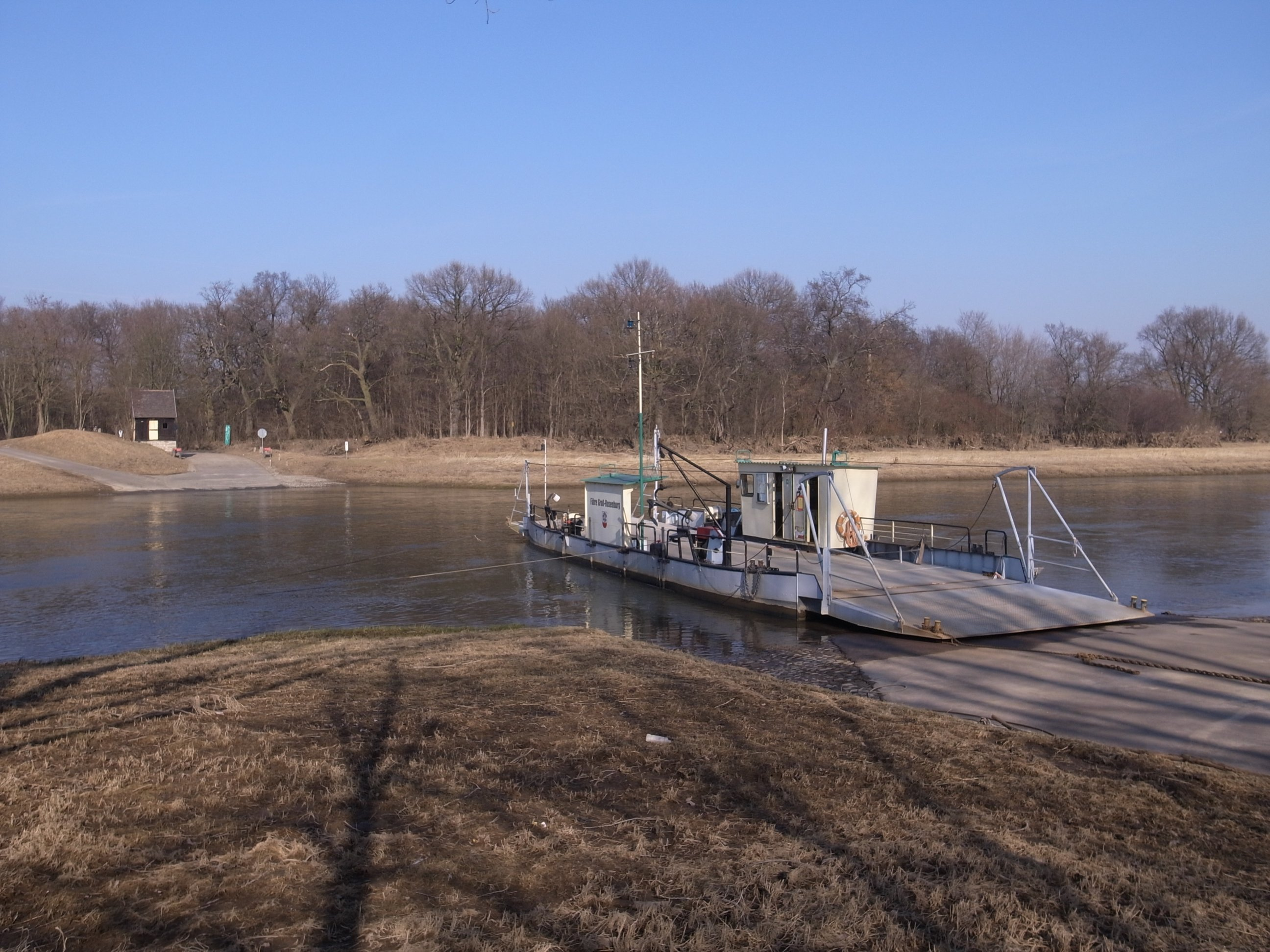
Gierseilfähre Groß Rosenburg

Von Groß Rosenburg im Elbe-Saale-Winkel bestehen Straßenverbindungen nach Calbe (Saale), Dessau und Köthen (Anhalt). Eine Gierseilfähre über die Saale verbindet Groß Rosenburg mit Barby, eine weitere Gierseilfähre in der Nachbargemeinde Breitenhagen mit der Stadt Zerbst/Anhalt. Der nächste Bahnhof befindet sich im fünf Kilometer entfernten Sachsendorf (Bahnstrecke Magdeburg–Leipzig).
Die beiden Elbfähren in Barby und Breitenbach sind mit der Saalefähre in Groß Rosenburg durch die Drei-Fähren-Tour, einen 24 km langen Rundweg, verbunden.
Von 1884 bis zum 1. Oktober 1922 führte die Pferdebahn Patzetz–Breitenhagen den Personenverkehr zum Bahnhof Sachsendorf durch.

## Persönlichkeiten
- Johann Matthias von Bernuth (1716–1797), Kammerdirektor beim Kriegs- und Domänenrat in Kleve
- Jakob von Bernuth (1729–1797), preußischer Kriegs- und Domänensteuerrat
- Franz Zwick (1863–1932), Architekt